# Pongolania
Pongolania là một chi nhện trong họ Phyxelididae.

## Các loài
- Pongolania chrysionaria Griswold, 1990
- Pongolania pongola Griswold, 1990